# Brigada Badr (Jordânia)
A Brigada Badr foi uma unidade de cerca de mil e quinhentos soldados palestinos, que recebiam seu soldo da OLP, mas que faziam parte do Exército da Jordânia.